# Hans Egede (Schiff)
Die Hans Egede war ein eisgängiges Dampfschiff von Den Kongelige Grønlandske Handel (KGH) mit Heimathafen Kopenhagen.

## Bau und Technik
Das Schiff wurde in der Werft Burmeister & Wain gebaut, lief am 14. Dezember 1904 mit der Baunummer 240 vom Stapel und war im April 1905 einsatzfähig. Es war 52,3 Meter lang, 10,5 Meter breit und 6,5 Meter tief. Angetrieben wurde es von einer Dreifach-Expansionsdampfmaschine, welche dem Schiff eine maximale Geschwindigkeit von 8,5 Knoten verlieh. Das Schiff wurde ursprünglich mit drei Segelmasten gebaut, aber bereits nach der Probefahrt wurden die Rahen entfernt und später auch der mittlere Mast abgebaut. Insgesamt fanden 16 und später 24 Passagiere auf dem Schiff Platz.

## Geschichte
Das Schiff wurde nach dem Kolonisator Grönlands Hans Egede benannt. Es war das erste Stahlschiff in Diensten des KGH. Es war zudem das erste Schiff, das es schaffte viermal jährlich nach Grönland zu fahren. Die Hans Egede war wegen ihrer Bauform bekannt für ihr übermäßiges Rollen. Erst später wurden Schlingerkiele angebracht, worauf man auf die Frage, ob es mit dem Schlingern jetzt besser wäre, scherzhaft meinte: „Ja, sie schlingert jetzt besser.“
Neben Handelsgütern transportierte das Schiff auch Forschungsreisende. Prominenter Reisender an Bord des Dampfschiffes war 1909 der Nordpolabenteurer Frederick Cook, den das Dampfschiff nach seiner Nordpolexpedition nach Kopenhagen brachte. An Bord des Schiffs gab Cook während dieser Fahrt seine angebliche Entdeckung des Nordpols bekannt, die später bestritten wurde. Auch der Minister Sigurd Berg befuhr Grönland mit der Hans Egede. 1916 reisten Knud Rasmussen und Lauge Koch zur Zweiten Thule-Expedition mit der Hans Egede nach Godthåb. Im Oktober 1938 verließ auch die Herdemerten-Expedition Grönland mit dem Schiff.
Am 10. Oktober 1920 lief das Schiff vor der jütischen Westküste auf Grund und konnte erst am folgenden Tag freigeschleppt werden. Auf einer anderen Reise geriet das Schiff in einen schweren Herbststurm am Kap Farvel, bei dem es vollständig vom Wasser überspült und stark beschädigt wurde.
Auf seiner 139. Reise segelte das Schiff am 2. April 1940 von Kopenhagen ab. Am 9. April wurde Dänemark vom Deutschen Reich besetzt. Lediglich die Hans Egede und die Gertrud Rask befanden sich von den Schiffen des KGH zu diesem Zeitpunkt nicht in dänischen Häfen, sodass sie fortan eine wichtige Rolle bei der Versorgung Grönlands über die USA. Am 27. Februar 1942 verließ die Hans Egede Ivittuut in Richtung Philadelphia. Das Schiff verschwand auf der Reise und sein Schicksal war lange Zeit unbekannt. Es wurde jedoch vermutet, dass es im Kriegsgeschehen versunken war. Erst zu Beginn der 1980er Jahre wurde öffentlich bekannt, was geschehen war, da man den Bericht über die Versenkung eines aus Grönland stammendes Schiff namens Hawse Gude als fehlerhafte Lesung der Hans Egede identifizierte. Das deutsche U-Boot U 587 unter dem Kommando von Korvettenkapitän Ulrich Borcherdt hatte das Schiff am 6. März vor Neufundland angegriffen und versenkt. Kapitän Niels Oluf Petersen und 22 Besatzungsmitglieder kamen bei dem Angriff ums Leben.